# The Lion in Winter
 The Lion in Winter és una pel·lícula britànica dirigida per Anthony Harvey, estrenada el 1968. És l'adaptació d'una obra de teatre escrita per James Goldman.

## Argument
Desencadenament d'intrigues (novel·lades) al voltant del problema de la successió d'Enric II d'Anglaterra al segle xii. A la cort del castell de Chinon, pel Nadal de 1183. Elionor d'Aquitània, després d'uns anys d'empresonament pel seu marit Enric II, és alliberada per aquest últim per tal d'estudiar conjuntament quin dels seus tres fills seria el successor ideal al tron d'Anglaterra. La decisió serà difícil tenint en compte les dissensions que existeixen en la família. Són presents: el príncep Ricard I d'Anglaterra (futur Cor de Lleó), el duc Geoffroy II de Bretanya i el príncep Joan d'Anglaterra (futur Joan sense Terra). També hi són presents el rei Felip II de França àlies Felip August i la seva germanastra Adela de França (1160-1221), dos fills de Lluís VII de França (ex-marit d'Elionor, però que no prové del seu llinatge). Adela de França està promesa amb Ricard I però, en realitat, és l‘amant del rei Enric II i, per això, té igualment pretensions al tron...

## Repartiment
- Peter O'Toole: Enric II d'Anglaterra
- Katharine Hepburn: Elionor d'Aquitània
- Anthony Hopkins: Ricard Cor de Lleó
- John Castle: Geoffroy
- Nigel Terry: Joan sense Terra
- Timothy Dalton: Felip II de França
- Jane Merrow: Alix
- Nigel Stock: William Marshal
- Kenneth Ives: el guàrdia de la reina Elionor
- O.Z. Whitehead: el bisbe de Durham

## Premis i nominacions

### Premis
- 1969. Oscar a la millor actriu per Katharine Hepburn
- 1969. Oscar al millor guió adaptat per James Goldman
- 1969. Oscar a la millor banda sonora per John Barry
- 1969. Globus d'Or a la millor pel·lícula dramàtica
- 1969. Globus d'Or al millor actor dramàtic per Peter O'Toole
- 1969. BAFTA a la millor actriu per Katharine Hepburn

### Nominacions
- 1969. Oscar a la millor pel·lícula
- 1969. Oscar al millor director per Anthony Harvey
- 1969. Oscar al millor actor per Peter O'Toole
- 1969. Oscar al millor vestuari per Margaret Furse
- 1969. Globus d'Or al millor director per Anthony Harvey
- 1969. Globus d'Or a la millor actriu dramàtica per Katharine Hepburn
- 1969. Globus d'Or a la millor actriu secundària per Jane Merrow
- 1969. Globus d'Or al millor guió per James Goldman
- 1969. Globus d'Or a la millor banda sonora per John Barry
- 1969. BAFTA al millor actor secundari per Anthony Hopkins
- 1969. BAFTA al millor guió per James Goldman
- 1969. BAFTA a la millor fotografia per Douglas Slocombe
- 1969. BAFTA al millor so per Chris Greenham
- 1969. BAFTA al millor vestuari per Margaret Furse

## Al voltant de la pel·lícula
- A la pel·lícula, el Roine i les seves ribes serveixen de «doble» al Riu Vienne i les seves ribes, com el realitzador (i els historiadors ?) les ha imaginat al Segle XII. Aquestes ribes provençals tenen l'avantatge d'estar poc construïdes, ja que són inundables, d'aquí l'interès d'efectuar-hi preses de vistes evocant les ribes medievals inhabitades del Chinon a l'hivern.
- El castell amb la seva torrassa que es veu en la cimera d'un pujol en les escenes d'Elionor al seu vaixell és el de Bellcaire (Gard).
- Algunes escenes van ser rodades al voltant i a la ciutat de Carcassona.
- Gràcies a l'aval de Katharine Hepburn, en el càsting, Anthony Hopkins va ser agafat pel paper de Ricard i va començar així en el cinema.
- És la segona vegada que Peter O'Toole feia el paper del rei Enric II. La primera vegada va ser a la pel·lícula Becket el 1964.
- Es tracta del primer paper de Timothy Dalton en una pel·lícula.
- En una escena, Elionor d'Aquitània declara a Felip II que hauria pogut ser la seva mare. És una realitat, ja que Lluís VII va ser efectivament el seu primer marit. Alix va néixer de la segona esposa de Lluís VII i Felip II de la tercera. El matrimoni d'Elionor amb el rei de França va ser anul·lat perquè era, sembla, incapaç de tenir fills. En va tenir tanmateix 5 amb Enric II, del qual dos ja havien mort el Nadal de 1183, quan es desenvolupa l'acció.
- En canvi, hi ha alguns errors històrics a la pel·lícula :
  - En una escena, Enric II declara que té 50 anys i que té 10 anys més que el Papa. Si el rei d'Anglaterra tenia efectivament 50 anys el 1183, el papa de l'època, Luci III, havia nascut a Lucca el 1097. Tenia doncs 86 anys el 1183.
  - Elionor d'Aquitània pronuncia la paraula sífilis en una escena. Ara bé, la sífilis no va aparèixer a Europa fins al 1494 i el terme no va ser utilitzat per primera vegada fins després del 1530.
  - Hi ha un arbre de Nadal al palau de Chinon. Ara bé, l'arbre de Nadal no ha esdevingut un costum fins a finals de l'Edat Mitjana.
- Katharine Hepburn:[1]

| « | La pel·lícula s'ha rodat a l'Abadia de Montmajour. […] L'abadia de Montmajor era un centre ple d'interès - en part en ruïnes, en part reconstruïda per nosaltres, amb un bonic jardí i diverses sales. […] Algunes cel·les en la part del celler. […] hi havia una gran escena amb vaixell, sobre el Roine, que estàvem considerant treure. El riu era en crescuda. Repetició una tarda i rodatge l'endemà matí. Excepte de nit, l'escullera on havíem d'atracar havia estat completament submergida.. Hem rodat més avall, sota un vent terrible. Portava els meus ornaments més bonics. He mirat un dels membres del meu seguici, amb la seva armadura completa, i he dit: «Espero que totes aquestes coses es puguin treure. Sinó, està segur d'anar-se’n a pic. Jo, sé que puc treure’m tota aquesta roba bonica. No hauré sinó de submergir-me i arribar a la riba nedant, nu. » Això ho ha fet un cop. No sabria de què culpar-lo. Tot era molt graciós i el rodatge de la pel·lícula ha estat sublim. Hem anat a diversos indrets, entre els quals Tarascó, per les escenes del final. […] Anthony Harvey, ha hagut d'anar a l'hospital per una hepatitis. Estava molt malalt, però s'ha aixecat per acabar la pel·lícula. He de dir que ha fet un bon treball. Un gran talent. | » |

- Un remake televisat, The Lion in Winter (2003) ha estat dirigit per Andrei Mikhalkov-Kontxalovski amb Patrick Stewart (Enric II) i Glenn Close (Elionor).